# Деменино (Лухский район)
Деменино — деревня в Лухском районе Ивановской области. Входит в состав Тимирязевского сельского поселения.

## География
Находится в восточной части Ивановской области на расстоянии приблизительно 8 км на запад-северо-запад по прямой от районного центра поселка Лух на левом берегу речки Возополь.

## История
В 1872 году здесь (тогда Юрьевецкий уезд Костромской губернии) было учтено 22 двора, в 1907 году — 43.

## Население
Постоянное население составляло 143 человека (1872 год), 209 (1897), 212(1907), 5 в 2002 году (русские 100 %), 9 в 2010.